# タマンダーレ (装甲艦)
タマンダーレ (Tamandaré) はブラジル海軍の艦艇。低乾舷で、甲板上に装甲砲廓がある艦である。ブラジル海軍での類別は装甲砲艦 (canhoneira couraçada)。
リオ・デ・ジャネイロの海軍工廠で建造。1965年1月31日起工。1865年6月21日、または6月23日か26日進水。1865年9月16日竣工。同月就役。
パラグアイ戦争中の1865年から1866年にかけて「タマンダーレ」、「バローゾ」、「リオ・デ・ジャネイロ」という基本的な設計は同じ装甲砲艦が建造されたが、「リオ・デ・ジャネイロ」は「タマンダーレ」より船体が長くなっており、また「バローゾ」は拡大型である。3隻の船体は当初は鉄製とされていたが、資材調達の困難さや鉄製船建造の経験不足から木製へと変更となった。
常備排水量754トン、満載排水量845トン、全長51.36m、幅9.19m、吃水（平均）2.44m。起倒式の1.1mのブルワークを有し、それを含む乾舷は1.7mであった。艦首には青銅製の衝角を備えた。
2気筒単式のトランク機関1基と煙管缶2基を搭載し、出力273図示馬力。1軸推進で、速力8ノット。「タマンダーレ」の機関はイギリス製砲艦「Tietê」に搭載されていた古いものであったため、「タマンダーレ」の河川航行時の性能は悪かった。
兵装はホイットワース70ポンド前装砲1門、68ポンド滑腔砲3門、12ポンド滑腔砲2門。砲弾が飛び込まないように砲眼は小さくされており、砲の水平方向の指向可能範囲は12度であった。
装甲は錬鉄製で、厚さは装甲帯が中央部102mm、両端部51mm、甲板12.7mm、砲廓102mm。
1866年3月17日、「タマンダーレ」は「ブラジル」、「バローゾ」、「バイア」や輸送船群などと共にパラナ川をパラグアイ川との合流地点まで遡航。3月20日、Tamandaré提督などが通報艦「Cisne」に乗り、「タマンダーレ」と「バイア」を伴ってパラナ川をItatiまで偵察した。3月22日、「タマンダーレ」など装甲艦4隻他からなるブラジル艦隊はchata（8インチ砲1門搭載の無動力の船）を曳航するパラグアイ汽船「グアレグアイ」の攻撃を受けた。同様の攻撃はその後も行われ、「タマンダーレ」は3月26日にはchata1隻を沈めるが、翌日には砲眼を抜けてきた68ポンド砲弾によって艦長Mariz e Barrosなどが死亡し、68ポンド砲1門が使用不能となった。死傷者数は死者14名、負傷者20名、死者8名、負傷者26名、死者23名、死者20名、負傷者15名と、資料によってさまざまである。
1866年9月1日、「タマンダーレ」は「バローゾ」、「リオ・デ・ジャネイロ」、「ブラジル」、「バイア」、「リマ・バロス」とともにCuruzúを砲撃。砲撃は翌日も行われた。9月4日、「タマンダーレ」はCurupaytyを砲撃し、4発被弾した。9月22日の「ブラジル」などとともによるCurupayty砲撃では「タマンダーレ」は11回被弾した。
1867年8月15日、ブラジル艦隊はCurupaytyの場所を突破した。その際「タマンダーレ」は復水器に被弾し、「シルヴァド」によって曳航された。また、「タマンダーレ」の艦長は被弾により片足を失った。9月26日、パラグアイ軍がHumaitáの南に大口径砲を設置してブラジル艦隊攻撃を開始すると、「タマンダーレ」と「バイア」がそれ攻撃して撤退させた。
1868年2月19日、「バローゾ」、「バイア」、「タマンダーレ」、「リオ・グランデ」、「アラゴアス」、「パラ」はHumaitáの場所を突破。この際、「リオ・グランデ」、「アラゴアス」、「パラ」はそれぞれ「バローゾ」、「バイア」。「タマンダーレ」に横付けされていた。突破の際、「バローゾ」と「アラゴアス」とをつなぐロープが切られて「アラゴアス」は流され、その影響で「タマンダーレ」と「パラ」は列から外れてよい的となってしまった。ブラジル部隊はHumaitáに次いでTimbóの砲台の場所も抜け、正午にTayíで停泊した。この作戦時、「タマンダーレ」と「パラ」は「バイア」と衝突もしている。「タマンダーレ」は170発、または120発被弾し、3月11日まで修理が行われた。
1868年10月2日、「タマンダーレ」など8隻はVilletaまで進むが、水位低下のため10月5日には引き返した。11月29日、「タマンダーレ」など4隻はアスンシオンを砲撃した。11月25日に「タマンダーレ」はアスンシオンを砲撃した、とも。
「タマンダーレ」は1879年4月18日に退役し、その後解体された。